# Vardekredsen
Vardekredsen er fra 2007 en opstillingskreds i Sydjyllands Storkreds. I 1920-2006 var kredsen en opstillingskreds i Ribe Amtskreds. I 1849-1918 var kredsen en valgkreds. 

## Folketingskandidater pr. 25/11-2018

### Valgkredsens kandidater for de pr. november 2018 opstillingsberettigede partier
| Liste | Parti                       | Kandidat | Bemærk                                                            |
| ----- | --------------------------- | --- | ----------------------------------------------------------------- |
| A     | Socialdemokratiet           | Niels Ole Beck |                                                                   |
| B     | Radikale Venstre            | Jonna Buch Andersen |                                                                   |
| C     | Det Konservative Folkeparti | |                                                                   |
| D     | Nye Borgerlige              | |                                                                   |
| F     | Socialistisk Folkeparti     | |                                                                   |
| I     | Liberal Alliance            | |                                                                   |
| O     | Dansk Folkeparti            | Marie Krarup |                                                                   |
| V     | Venstre                     | Claus Christensen |                                                                   |
| Ø     | Enhedslisten                | Helene Hellesøe Appel |                                                                   |
| Å     | Alternativet                | Karin Rohr Genz, Søren Haastrup, Rune Ranaivo Bjerremand, Edvard Korsbæk, Tina Brixen, Ditte Madvig Evald, Jens-Peter Mantorp Broberg, Bjarne Aasø, Stefan Struck Kronborg, Mette Bram | Er opstillet i samtlige opstillingskredse i Sydjyllands Storkreds |

## Folketingsvalget 2011
Ved Folketingsvalget 2011 var der følgende valgsteder:
| Valgsted                 | By          | Stemme- berettigede | Stemme- procent |
| ------------------------ | ----------- | ------------------- | --------------- |
| Lerpøthallen             | Varde       | 10.311              | 85,09           |
| Sig Hotel                | Sig         | 824                 | 91,26           |
| Billum Kro               | Billum      | 598                 | 90,30           |
| Tinghøj Forsamlingshus   | Tinghøj     | 642                 | 88,94           |
| Alslev Forsamlingshus    | Alslev      | 1.085               | 92,81           |
| Horne Kro                | Horne       | 854                 | 90,16           |
| Eventyrgården            | Janderup    | 969                 | 90,91           |
| Lunde Forsamlingshus     | Lunde       | 975                 | 85,64           |
| Nørre Nebel Idrætscenter | Nørre Nebel | 1.777               | 87,11           |
| Restaurant Stausø        | Stausø      | 603                 | 89,71           |
| Hotel Outrup             | Outrup      | 1.201               | 88,75           |
| Blåvandshuk Idrætscenter | Oksbøl      | 2.820               | 88,75           |
| Blåvand Kro              | Blåvand     | 453                 | 90,06           |
| Årre Kro                 | Årre        | 860                 | 88,72           |
| Agerbæk Hotel            | Agerbæk     | 1.214               | 88,22           |
| Fåborg Kro               | Fåborg      | 518                 | 90,54           |
| Næsbjerghus              | Næsbjerg    | 1.074               | 90,40           |
| Starup Multihus          | Starup      | 815                 | 85,88           |
| Nordenskov Kro           | Nordenskov  | 995                 | 90,15           |
| Kulturhuset              | Ølgod       | 4.472               | 87,61           |
| Hodde-Tistrup Hallen     | Tistrup     | 1.517               | 88,59           |
| Ansager Hotel            | Ansager     | 1.398               | 85,55           |
| Skovlund Kro             | Skovlund    | 628                 | 90,28           |
| Total                    | Total       | 36.603              | 87,67           |

### Folketingsmedlemmer valgt i 2011
- Hans Chr. Thoning, Venstre